# Soltvadkert
Soltvadkert è una città dell'Ungheria situato nella contea di Bács-Kiskun, nell'Ungheria meridionale di 7.519 abitanti (dati 2009) ed è situato al confine con la Serbia

## Storia
La città fino al 1900 si chiamava Vadkert. È stata fondata nel 1376 e, durante l'occupazione turca perse gran parte degli abitanti. Nel 1740 il Barone Orczy fece trasferire contadini dalla Germania. Nel corso del 1900 la città si sviluppò grazie anche al turismo sul Lago Vadkert

## Società

### Evoluzione demografica
In base al censimento del 2001 la popolazione si suddivide in base all'etnia:
- Ungheresi - 98%
- Rrom - 0,7%
- Altri - 1,3%

## Economia
Oltre che al turismo, l'economia della città si basa sulla produzione vinicola. 8000 ettari di vite coltivata per una produzione di 250.000 ettolitri di vino

## Amministrazione

### Gemellaggi
- Bodelshausen, Germania
- Sărmășag, Romania